# Richard Schroeder
Richard Alan Schroeder (29 oktober 1961) is een Amerikaans zwemmer.

## Biografie
Schroeder was een schoolslagzwemmer.
Schroeder behaalde zijn grootste successen op de estafettes. Hij won tweemaal op de 4x100m wisselslag. 

## Internationale toernooien
| Jaar | Olympische Spelen                                                       | Wereldkampioenschappen | Pan-Pacifische                      | Pan-Amerikaanse Spelen |
| ---- | ----------------------------------------------------------------------- | ---------------------- | ----------------------------------- | ---------------------- |
| 1984 | 4e 200m schoolslag · 4x100m wisselslag · Schroeder zwom enkel de series |                        |                                     |                        |
| 1985 |                                                                         |                        |                                     |                        |
| 1986 |                                                                         |                        |                                     |                        |
| 1987 |                                                                         |                        | 100m schoolslag · 4x100m wisselslag |                        |
| 1988 | 6e 200m schoolslag · 4x100m wisselslag                                  |                        |                                     |                        |
| 1989 |                                                                         |                        | 100m schoolslag                     |                        |

1960: McKinney, Hait, Larson, Farrell ·
1964: Mann, Craig, Schmidt, Clark ·
1968: Hickcox, McKenzie, Russell, Walsh ·
1972: Stamm, Bruce, Spitz, Heidenreich ·
1976: Naber, Hencken, Vogel, Montgomery ·
1980: Kerry, Evans, Tonelli, Brooks ·
1984: Carey, Lundquist, Morales, Gaines ·
1988: Berkoff, Schroeder, Biondi, Jacobs ·
1992: Rouse, Diebel, Morales, Olsen ·
1996: Rouse, Linn, Henderson, Hall ·
2000: Krayzelburg, Moses, Crocker, Hall ·
2004: Peirsol, Hansen, Crocker, Lezak ·
2008: Peirsol, Hansen, Phelps, Lezak ·
2012: Grevers, Hansen, Phelps, Adrian ·
2016: Murphy, Miller, Phelps, Adrian  ·
2020: Murphy, Andrew, Dressel, Apple  ·
2024: Xu, Qin, Sun, Pan